# Saint-Cassin
Saint-Cassin è un comune francese di 794 abitanti situato nel dipartimento della Savoia della regione dell'Alvernia-Rodano-Alpi.

## Società

### Evoluzione demografica
Abitanti censiti